# Castro (San Francisco)

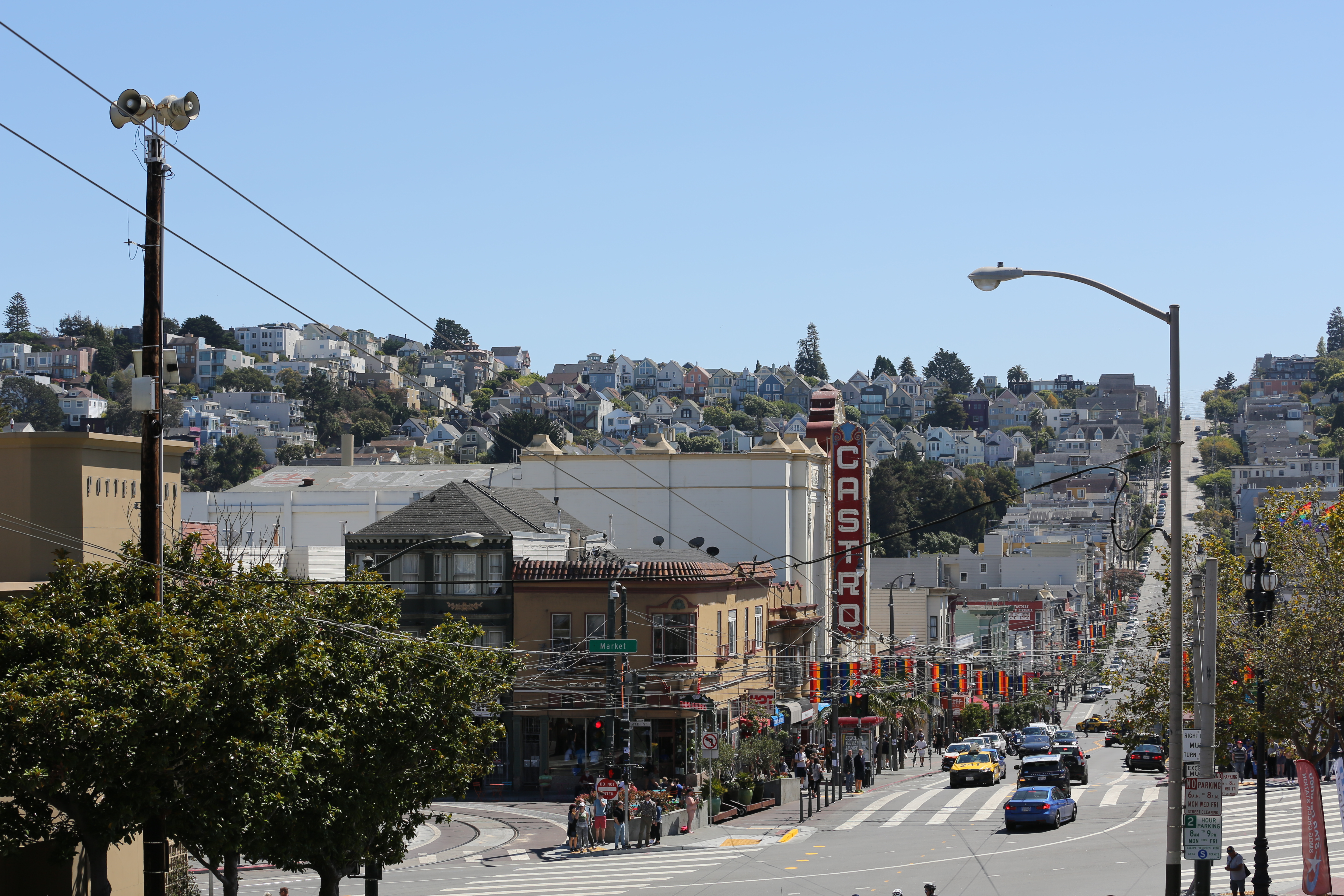
Čtvrť Castro

The Castro nebo Castro District je část amerického města San Francisco, ležící ve čtvrti Eureka Valley jihozápadně od centra města. Má rozlohu 1,36 km² a žije v ní okolo dvanácti tisíc obyvatel, hlavní tepnou je ulice Castro Street. Oblast je známá jako centrum místní LGBT komunity.
Předměstí bylo pojmenováno podle Josého Antonia Castra, bývalého mexického guvernéra Horní Kalifornie. Rozvoj oblasti nastal po roce 1887, kdy sem byla zavedena tramvajová linka. Castro bylo původně dělnickou čtvrtí, na počátku 20. století známou jako „Malá Skandinávie“ pro množství přistěhovalců ze severu Evropy, od třicátých let zde početně převážili Irové. V šedesátých letech sem relativně nízké nájmy lákaly příslušníky hnutí hippies, tolerantní atmosféra vedla ke vzniku prvních zábavních podniků pro homosexuální klientelu. V roce 1972 se do Castra přistěhoval aktivista za práva sexuálních menšin Harvey Milk, kterého místní obyvatelé zvolili roku 1977 jako prvního otevřeně homosexuálního politika do sanfranciského městského zastupitelstva.
Svérázná čtvrť je turistickou atrakcí, od roku 1974 se koná každý rok v říjnu pouliční festival Castro Street Fair, známými pamětihodnostmi jsou viktoriánská vila Alfred E. Clarke Mansion, budova kina Castro Theatre z roku 1922 od architekta Timothyho Pfluegera a Park růžového trojúhelníku, připomínající perzekuci homosexuálů v nacistickém Německu.